# 香港棒球代表隊
香港棒球代表隊是代表香港參與國際比賽的棒球隊，他們也是國際棒球總會的成員。

## 簡介
香港目前正式的棒球場僅有五個，當中兒童球場分別位於沙田及馬鞍山純陽小學的兩個球場，青少年球場則位於獅子山公園的一、二號場，唯一正規及規格最高的晒草灣棒球場則只為代表隊及甲組球隊訓練用。

## 國際賽成績

### 亞運
- 2010年－第七名
- 2014年－第七名
- 2018年－第六名

### 東亞運動會
- 2013年－第六名

### 亞洲盃棒球賽
- 1995年－
- 1997年－
- 1999年－
- 2001年－
- 2002年－
- 2004年－第四名
- 2006年－亞軍
- 2009年－第四名
- 2010年－亞軍
- 2012年－季軍（東南亞區）
- 2015年－季軍（東南亞區）

### 亞洲棒球錦標賽
- 2007年：第六名
- 2017年：第五名
- 2019年：第六名

## 相關
- 無野之城（2008年香港電影）
- 點五步（2016年香港電影）